# Ludwig Flamm
Ludwig Flamm ( * Viena 29 de enero de 1885- 4 de diciembre de 1964) físico austríaco creador de la hipótesis de los agujeros de gusano.

## Biografía
L. Flamm nació en el seno de una antigua familia de comerciantes austríacos. Estudió física en la Universidad de Viena teniendo como uno de sus condiscípulos más próximos a Franz-Serafin Exner; integró la promoción universitaria que en 1916 también incluyó a Friedrich Hasenöhrl. Entre 1922 y 1956 dio cátedra de física en la Technischen Hoschschule Wien (Escuela Técnica de Altos Estudios de Viena) actualmente Universidad Técnica de Viena. Entre 1929 y 1931 fue jefe de cátedra y en 1930/31 rector universitario; en esa época se casó con Elsa Boltzmann (hija de Ludwig Boltzmann). 
En 1963 la obra científica de Flamm fue considerada merecedora del Premio Schrödinger que compartió con Karl Przibram. Su hijo Dieter Flamm (1936-2002) fue profesor en el Instituto de Física Teórica de la Universidad de Viena.
Fue propuesto para el premio Nobel de física en 1937 y 1955.

## Obra
Las principales contribuciones de L. Flamm atañen a la física teórica; sus investigaciones se dedicaron en gran medida a la mecánica ondulatoria de Erwin Schrödinger y las relaciones de la misma con la gravitación, esto se aprecia en su obra Einsteins Beitrag zur Gravitationstheorie (Contribución de Einstein a la teoría gravitacional).

Junto a Karl Schwarzschild, Flamm fue uno de los primeros en entender — bastante intuitivamente— los significados y posibles consecuencias de la tetradimensionalidad espaciotemporal llegando ambos a conclusiones bastante afines, el primero con la métrica de Schwarzschild, el segundo con las paraboloides de Flamm; de este modo es que a inicios de 1916 resolviendo ecuaciones de la Teoría de la relatividad de Albert Einstein planteó la existencia de posibles túneles en el continuum espaciotemporal (o cronotópico), túneles que pueden (si existen) comunicar hiperespacialmente (e incluso hipertemporalmente) a diversas zonas del cosmos (como si se trataran de atajos), esto es: Flamm fue el primero en plantear a los agujeros de gusano y lo hizo asociándoles a los entonces todavía teóricos agujeros negros de Schwarzschild: los agujeros de gusanos de Flamm se encontrarían tras los horizontes de sucesos que se producen en torno a la implosión gravitacional de los agujeros negros. En 1935 observó que los agujeros de gusano se pueden entender a partir de los planteos realizados por Einstein y Nathan Rosen (el puente de Einstein-Rosen actualmente es homologado al agujero de gusano de Flamm) .

## Escritos (principales)
- Die neuen Anschauungen über Raum und Zeit. Das Relativitäts-Prinzip (Las nuevas opiniones sobre el espacio y tiempo. El principio de la relatividad) 1915 Viena: Ed. Braumüller
- Die Grundlagen der Wellenmechanik (Los fundamentos de la mecánica ondulatoria) Phys.Zs.27 600-617 1926
- Zum 50.Todestag Ludwig Boltzmann . In: Physikalische Blätter 12(1956) 9 408-411
- Einsteins Beitrag zur Gravitationstheorie (Contribución de Einsteins a la teoría gravitatoria).